# شمشیربازی در المپیک تابستانی ۱۹۹۶ – اپه تیمی زنان
اپه تیمی زنان (انگلیسی: Fencing at the 1996 Summer Olympics – Women's team épée) یکی از ده رویداد شمشیربازی در شمشیربازی در بازی‌های المپیک تابستانی ۱۹۹۶ بود. در این رقابت‌ها که در ۲۴ ژوئیه ۱۹۹۶ برگزار شد، ۳۳ شمشیرباز از ۱۱ کشور به رقابت پرداختند.